# Pilotrichum lophophyllum
Pilotrichum lophophyllum är en bladmossart som beskrevs av Sullivant 1861. Pilotrichum lophophyllum ingår i släktet Pilotrichum och familjen Daltoniaceae. Inga underarter finns listade i Catalogue of Life.